# 월인석보 권1~2
월인석보 권1~2(月印釋譜 卷一~二)는 서울특별시 마포구 서강대학교도서관에 있는, 『월인천강지곡』과『석보상절』을 합하여 세조 5년(1459)에 편찬한 불교대장경이다. 1983년 5월 12일 대한민국의 보물 제745-1호로 지정되었다.
1권 책머리에 〈세종어제훈민정음(世宗御製訓民正音)〉이 실려있다. 〈세종어제훈민정음(世宗御製訓民正音일명응가민정음 언해본'이라고 불리는 것으로 세종이 직접 쓴것으로 알려져 있는 '어제서문'과 '예의편'을 한글로 번역하여 실어놓은 것을 말한다. 월인석보 1권은 '훈민정음 언해본'이 실린 최초의 문헌으로 그 가치가 매우 높다고 할 수 있다.

## 개요
『월인석보』는『월인천강지곡』과『석보상절』을 합하여 세조 5년(1459)에 편찬한 불교대장경이다. 석보는 석가모니불의 년보 즉 그의 일대기라는 뜻이다. 조선 세종 28년(1446) 소헌왕후 심씨가 죽자 세종은 그의 명복을 빌기 위해 아들인 수양대군(후의 세조)에게 명하여 불교서적을 참고하여 한글로 번역하여 편찬한 것이 곧『석보상절』이다. 세종 29년(1447) 세종은『석보상절』을 읽고 각각 2구절에 따라 찬가를 지었는데 이것이 곧『월인천강지곡』이다.『월인석보』는 완질이 현재 전하지 않으므로 전권의 수량은 확인할 수 없다.
월인석보 권1~2(月印釋譜 卷1~2)는『월인석보』첫 권인 권 1과 권 2의 합본인데 이것은 세조 5년(1459) 당시에 간행된 것이다. 책의 크기는 가로 22.8㎝, 세로 33.8㎝이다. 권 1, 2는 1568년에 희방사(喜方寺)에서 다시금 복간한 일이 있는데, 이 책은 그 기초본이 된다. 내용은『월인천강지곡』기(其) 1에서 기(其) 29까지 실려있고, 책머리에 〈세종어제훈민정음(世宗御製訓民正音)〉, 그 다음에 「석보상절서(序)」와 「월인석보서(序)」가 있다.

## 참고 자료
- 월인석보 권1~2 - 국가유산청 국가유산포털